# Slow Club
Slow Club war ein Musikduo aus Großbritannien, das 2006 gegründet wurde. Rebecca Taylor und Charles Watson stammen beide aus Sheffield und hatten zuvor gemeinsam in der Band The Lonely Hearts gespielt. Das Duo löste sich 2017 auf, und beide Musiker begannen eine Solokarriere.
Die Band war seit 2007 bei dem britischen Independent-Label Moshi Moshi Records unter Vertrag. Nach zahlreichen Single-Veröffentlichungen und Kollaborationen mit Labelkollegen wie Au Revoir Simone und Tilly and the Wall erschien 2009 das Debütalbum Yeah So. Ihr zweites Studioalbum Paradise erschien am 12. September 2011.

## Stil
Die Musik der Band wird den Genres Twee-Pop und Anti-Folk zugerechnet und zeichnet sich durch akustische Arrangements mit mehrstimmigem Gesang und zahlreichen Perkussionselementen aus.

## Diskografie
Alben
- Yeah So (2009)
- Paradise (2011)
- Complete Surrender (2014)
- I Swam Out to Greet You (2015)
- One Day All of This Won't Matter Anymore (2016)

EPs
- Let’s Fall Back in Love (2008)
- Christmas, Thanks for Nothing (2009)

Singles
- Because We’re Dead (2006)
- Me and You (2007)
- Christmas TV (2008)
- It Doesn’t Have to Be Beautiful (2009)
- Trophy Room (2009)
- Giving Up on Love (2010)
- Two Cousins (2011)
- Where I’m Waking (2011)
- If We’re Still Alive (2011)
- The Dog (2012)
- Beginners (2012)
- Complete Surrender (2014)
- Suffering You, Suffering Me (2014)
- Everything Is New (2014)
- In Waves (2015)
- Ancient Rolling Sea (2015)